# Ангелы в раю
«Ангелы в раю» (фр. Des Anges au Paradis) — российско-французский драматический фильм 1993 года, снятый Евгением Лунгиным по одноимённой новелле Петра Кожевникова.

## Сюжет
Конец 1970-х годов. В Ленинграде скучающие подростки тратят время, распивая водку, чтобы отвлечься от страха быть призванным в Афганистан. Миша знакомится с Галей, девушкой из длинного рода русских аристократов, которые выжили, затаившись на дне. Два человека решают осмелиться полюбить друг друга и жить для себя. Противостоя безответственным взрослым алкоголикам, они борются с энергией, которая была рождёна отчаянием, чтобы уйти от жизни, состоящей из быстрых решений, выпивки и компромиссов.

## Роли исполняют
- Константин Гаёхо
- Елена Свинцова
- Динара Друкарова
- Андрей Толубеев
- Ольга Волкова
- Владимир Кабалин
- Валерий Кефт
- Зинаида Шарко
- Иван Шведов
- Ольга Тарасенко

## Съёмочная группа
- Режиссёр: Евгений Лунгин
- Авторы сценария: Евгений Лунгин, Пётр Кожевников
- Оператор: Валерий Мюльгаут
- Художники: Сергей Коковкин, Борис Петрушанский
- Композитор: Андрей Макаревич
- Звукорежиссёр: Максим Беловолов
- Монтажёр: Ирина Гороховская
- Продюсеры: Олег Коньков, Юмбер Бальсан

## Фестивали
- 1993 — Каннский кинофестиваль[3]
- 1999 — Фестиваль российского кино в Онфлёре (Франция)